# Fockea sinuata
Fockea sinuata é uma espécie de planta com flores. Foi descrito pela primeira vez por Ernst Meyer, e recebeu o nome exato de George Claridge Druce. Fockea sinuata pertence ao gênero Fockea e família Apocynaceae.
Esta espécie encontra-se em:
- África do Sul
  - Estado livre
  - Província do Cabo do Norte
  - Província do Cabo Ocidental
  - Cabo oriental
- Namíbia

Não há espécies listadas como esta.